# 防災無線

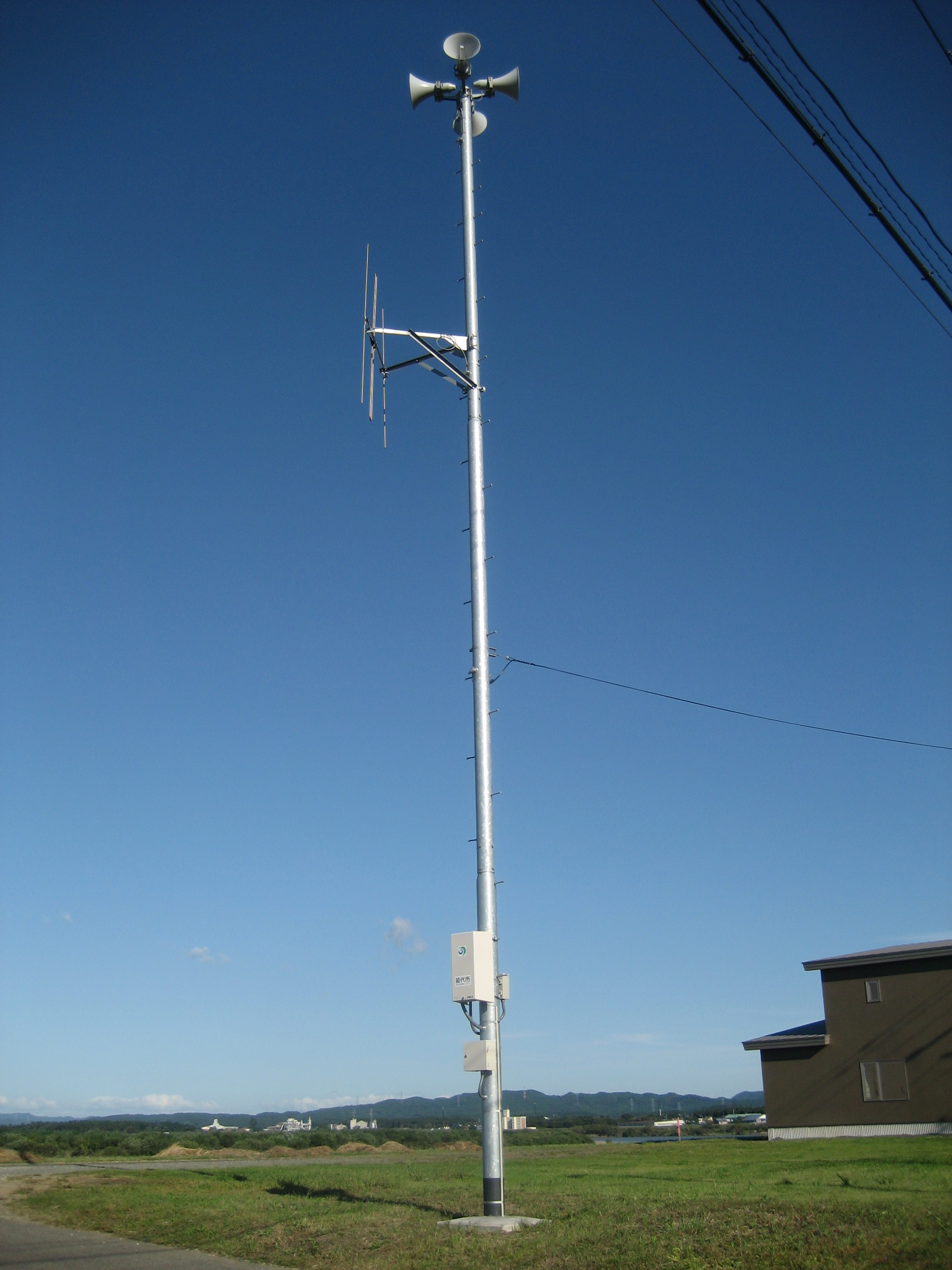
防災無線

防災無線（ぼうさいむせん）とは、日本の官公庁・地方自治体で使用される人命に関わる通信を確保するために整備された専用の無線通信システムである。公衆通信網の途絶・商用電源の停電の場合でも使用できるように整備されている。
一般に「防災無線」と言う場合は、市町村防災行政無線を意味することが一般的である。

## 系統

### 中央防災無線
指定行政機関（内閣府・中央省庁・総理大臣官邸など、30機関39カ所）・地方自治体（都道府県・政令指定市・警視庁通信指令本部多摩指令センター・東京消防庁災害救急情報センターなど、56か所）・指定公共機関（NTT・NHK・電力会社・日本赤十字社・国立病院機構災害医療センターなど、56機関59カ所）・現地対策本部を、無線回線（マイクロ波）・有線回線・衛星回線で結ぶものである。
1978年に整備がはじまり、当初は電話・FAXのみであったが、後に映像・データ通信や、国土交通省の河川・道路管理用光ファイバ網を利用したIP伝送も可能になった。
- 固定通信系[3] - 有線回線・マイクロ波無線回線・光ファイバ回線（国土交通省の河川・道路管理用回線を共用）
- 移動通信系 - 150MHz 単信方式・400MHz帯 MCA方式
- 衛星通信系 - JCSAT-1BのKuバンド（14・12GHz帯）を使用

### 都道府県防災行政無線
都道府県防災行政無線は、都道府県庁と市町村役場・都道府県の出先機関・防災関係機関（都道府県警察本部・自衛隊主要部隊・海上保安官署・気象官署・放送事業者など）との間を結ぶものである。
1972年の第一次都道府県防災整備によって固定系・移動系・FAX一斉系が整備され、1990年の第二次都道府県防災整備ではアプローチ回線のみがデジタルされ、また衛星回線も導入された。2004年の第三次都道府県防災整備では、移動系を市町村防災行政無線の移動系と仕様を統一してデジタル化・IP化し、周波数が260MHz帯に集約された。
- 固定通信系 - 各施設に端末として設置
- 移動通信系 - 車両搭載用及び携帯用
- テレメーター系 - 都道府県が管理する河川のデータ収集に使用
- 衛星通信系 - 固定通信系のバックアップと、他都道府県との連絡回線を兼用　地域衛星通信ネットワークを使用[3]。

### 市町村防災行政無線
市町村が整備するものである。
- 同報系（固定通信系） - 屋外拡声器・戸別受信機を用いて、住民に対して防災情報を一斉放送する。普段は住民に対しての広報に使用する場合も多い。60MHz帯を使用。一部では第三者無線（800MHz帯）・ポケットベル（280MHzデジタル同報無線システム）や、コミュニティFMの電波を利用している自治体[注 1]もある。
- 移動系 - 役場などの統制局（基地局）と、車載型・可搬型・携帯型の移動局との間で通信するもの。政令指定都市では、市役所・区役所との通信も可能である。普段は一般行政事務の連絡に使用されている。
- テレメーター系 - 市町村が管理する河川の観測点と指令所を結び、降水量・河川の水位測定などのデータを収集するために使用するもの。

#### 地域防災無線
病院・学校・電気・ガス等の民間の生活関連機関と地方公共団体の防災関連機関との直接の通信を確保することを目的とした移動無線通信である。交通や他の通信手段の途絶した場合に備えて整備されている。

#### デジタル移動無線
- 使用周波数帯 : 260MHz帯
- 伝送速度 : 32kbps以上
- 変調方式 : π/4シフトQPSK
- アクセス方式 : 時分割多元接続(TDMA)
- 通信方式
  - 基地局－移動局：周波数分割複信(FDD)
  - 移動局－移動局：時分割複信(TDD)
- 搬送波周波数間隔 : 25kHz
- 多重数 : 4多重

#### デジタル同報無線
- 使用周波数帯 : 60MHz帯 (54～70MHz)
- 通信方式 : 時分割多重・時分割多元接続・時分割複信
- 変調方式 : 16値直交振幅変調(QAM)
- 空中線電力 : 10W以下

### その他

#### 地域衛星通信ネットワーク
自治体衛星通信機構が運営し、通信衛星SUPERBIRD B3を利用した衛星通信回線。
全国の地方公共団体と防災関係機関を相互に結ぶものである。各種防災無線の回線不足やバックアップ・都道府県間の通信のために整備されている。

#### 各省庁専用通信網
- 水防道路用通信回線網（国土交通省・河川事務所・国道事務所など）  - 国が管理する河川・道路の、水量・積雪・監視カメラなどのデータ収集に使用　主要なダムと国道には光ファイバ回線が敷設されている
- 警察通信回線（警察庁・都道府県警察）
- 消防防災無線（消防庁・都道府県の防災担当部署・政令指定都市の消防局）

など

##### 消防防災無線
消防庁と都道府県の防災担当部門・政令指定都市の消防局を結ぶものである。電話・ファクシミリによる相互通信・消防庁からの一斉指令が行われている。
地上通信系・衛星通信系の2系統があり、地上通信系は国土交通省の水防道路用マイクロ波無線回線を、衛星通信系は地域衛星通信ネットワークを使用している。

#### 防災相互通信用無線
消防・警察・海上保安庁などの間で災害現場で直接交信し情報交換・作業打ち合わせを行い、円滑に防災活動を行うための移動無線通信である。近距離専用で、150MHz・400MHz帯の単信方式が2チャンネル用意されている。
1974年の水島臨海石油コンビナートにおける石油流出事故で、対策に当たった諸機関が相互に連絡を取れず混乱した事を教訓に設置が開始された。

## 歴史
日本において防災専用の無線網を構築する契機となったのが、1964年（昭和39年）の新潟地震と1968年（昭和43年）の十勝沖地震である。新潟地震では、新潟市で石油タンク火災が発生し、隣接県から化学消防車や消火剤などの救援を要する事態となっていたが、新潟市内と東京間の電話不通によって、消防庁は新潟県庁への連絡に難儀した。県庁が出先機関との間に構築していた行政無線を挟み、出先機関を経由しての電話で地震発生3時間後にようやく間接的に連絡を取った状況で、やがて行政無線が使用できなくなりそのルートも断たれると、近隣にあった警察庁の警察電話を借用したり、翌日に設置された特設の直通電話を利用するなどした。この反省から、各都道府県と消防庁を結ぶ消防防災無線の整備が始まった。
その後十勝沖地震によって強化が求められると、1970年3月郵政省（当時）は水防、消防、行政などの部門別にばらばらに開設されていた都道府県の無線を一元化して防災行政用無線局の区分を新設。1972年の昭和47年7月豪雨で情報伝達の不備が指摘されると、1973年度からは都道府県防災行政無線の整備に国庫補助が始まった。その後、1976年（昭和51年）10月から市町村のうち政令指定都市に限って市町村防災行政無線の開設が認められたが、1978年（昭和53年）伊豆大島近海の地震で崖崩れ等により孤立した集落との連絡が途絶したことなどが契機となって同年すべての市町村に開設を認め国庫補助も行う方針とした。

## デジタル化
総務省の「周波数再編アクションプラン」に基づき、2002年より電波の有効利用のために防災無線システムのデジタル化が開始された。
次のような多機能化が可能である。
- 複数チャネル化 :  時分割多重化により複数局の同時使用、時分割複信での運用で基地局よりの一斉指令中も端末局からの緊急通報が可能。
- データ通信 : 簡易動画・静止画像による遠隔監視、ファクシミリ・文字情報の通信も可能。
同報系においては、聴覚障害者向けのファクシミリ・文字情報表示板への配信としても使用される。
- 衛星測位システム : GPS（グローバル・ポジショニング・システム）により、撮影時刻及び位置を自動記録した静止画像を送信可能。

次のような問題点も指摘されている。
- 各自治体が巨額の財政赤字に苦しむ中で多額の費用がかかるため、期限までに整備が完了しない恐れがある。このため国により、デジタル方式への移行のための補助制度が設けられている。
- 使用可能なアナログ方式の設備を破棄しなければならない（業務用無線機としては新しいものが多い）。そのため設備老朽化を機にデジタル方式に移行する自治体が多い。
- 面積が広かったり山間部が多い自治体では、周波数帯が大きく変わると電波伝播も変わるため、場合によっては中継局を増設する必要がある。なおデジタル方式はアナログ方式よりもノイズに強いため、同一条件では受信エリアは広がるため[8]、一部はこれで補うことができる。
- 移動系無線機の大重量化を招き、機動性の低下をきたす恐れがある。ただし統一規格の採用による市場の拡大や、技術の進展で対応が可能。
- 伝送速度は32kbps以上とされ、近年の技術から言えば速度が遅いと一般的には考えられる[注 2]。

## 主な機器製造メーカー

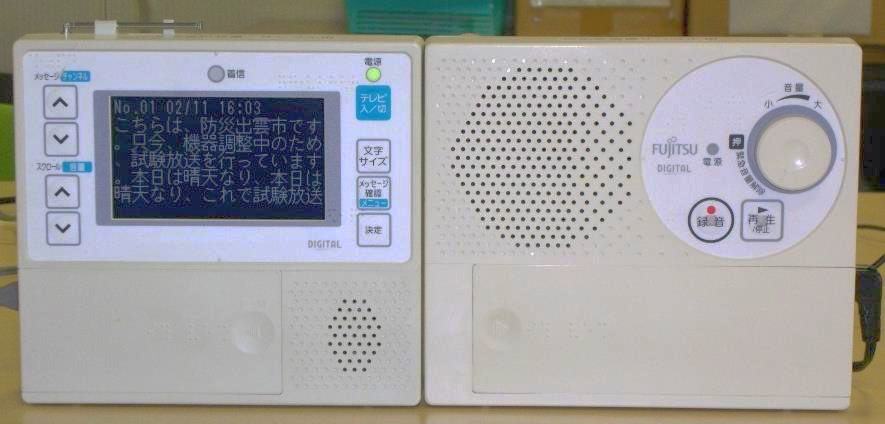
富士通ゼネラル製の戸別受信機と、着脱式文字表示装置

業務用通信機器製造の経験が豊富な、以下の通信8社が主な製造メーカーである。
- 日本電気（NEC）
- 富士通ゼネラル
- 三菱電機（西菱電機）　※製造中止の模様
- 東芝インフラシステムズ
- 日立国際電気
- パナソニック コネクト
- 沖電気工業
- 日清紡ホールディングス（日本無線）